# Jakub Kaczka
Jakub Kaczka (ur. 1820 w Piotrkowie Trybunalskim, zm. 13 października 1890 w Łodzi) – łódzki nauczyciel pochodzenia żydowskiego, pisarz. Publikował także pod pseudonimem Jakub Morgensztern.

## Życiorys
Uczył się w chederze w Piotrkowie Trybunalskim i u prywatnych nauczycieli, a potem w łęczyckim jeszybocie. Tam zetknął się ze środowiskiem oświeconych Żydów, maskilów.
Po powrocie do Piotrkowa poślubił głuchoniemą dziewczynę, której rodzice obiecywali łożyć na utrzymanie małżonków, ale obietnicy nie dotrzymali.
Wyjechał wraz z żoną, trzema synami i genetycznie upośledzoną córką do Łodzi. Tu na Starym Mieście, w dzielnicy zamieszkałej przez ubogich Żydów, przy ul. Drewnowskiej, otworzył nowoczesny na owe czasy cheder, w którym oprócz tradycyjnego nauczania przedmiotów religijnych uczono czytania i pisania w języku polskim i rosyjskim. Gdy rodzice przestali płacić mu za naukę swych dzieci, zamknął szkołę i został prywatnym nauczycielem dziewcząt w zamożniejszych żydowskich domach łódzkich. Dorabiał też jako swat. Pomagał pisać listy kobietom, których synowie lub mężowie przebywali za granicą lub służyli w rosyjskim wojsku.
Rozpoczął wtedy także twórczość literacką. Pisał piosenki i skecze dla występujących podczas uroczystości ślubnych wesołków (badchonim). W 1870 r. wydał własnym nakładem książkę Masse be gimel Achim („Opowieść o trzech braciach”). Krytycy literaccy życzliwe zrecenzowali tę książkę w czasopismach „Hamagid” i „Hamelic”, co skłoniło go do napisania i wydania kolejnych książek. Dużym zainteresowaniem cieszyła się jego powieść o szczęśliwym głupcu: Symche Płachte der welt szwindler („Symche Płachte światowy szuler”), w której wystąpił przeciwko tzw. cudotwórcom chasydzkim. Sukces, jaki odniosła ta powieść, pozwolił autorowi na jej kontynuację w kolejnym tomie zatytułowanym Der gliklecher nar, der chawer fun Symche Płachte („Szczęśliwy głupiec, przyjaciel Symchego Płachty”) (1882). W latach następnych ukazały się dalsze jego utwory: Mikdasz mełech („Królewska świątynia”) i Szabes kojdesz in Gan-Eden („Sobota w raju”) oraz tom satyrycznych wierszy Bachdonisze łider („Pieśni wesołków”).
Pochowany został na starym cmentarzu żydowskim w Łodzi przy ul. Wesołej.